# Cincinnatia monroensis
Cincinnatia monroensis är en snäckart som först beskrevs av Dall 1885.  Cincinnatia monroensis ingår i släktet Cincinnatia och familjen tusensnäckor. Inga underarter finns listade i Catalogue of Life.